# Весёлая Долина (Воронежская область)
Весёлая Доли́на — хутор в Семилукском районе Воронежской области России. 
Входит в состав Староведугского сельского поселения.

## Население
| 2010 |
| ---- |
| 5    |

## Улицы
На хуторе имеется одна улица — Весёлая Долина.